# Lola (Guinée)
Pour les articles homonymes, voir Lola.
Lola est une ville de la république de Guinée. C'est le chef-lieu de la préfecture du même nom, dans la région de Nzérékoré. Située en Guinée forestière, elle est proche de la frontière avec la Côte d'Ivoire et de celle avec le Liberia.
On y parle principalement le kono et le konianke qui sont toutes les deux d'origine mandingue.

## Population

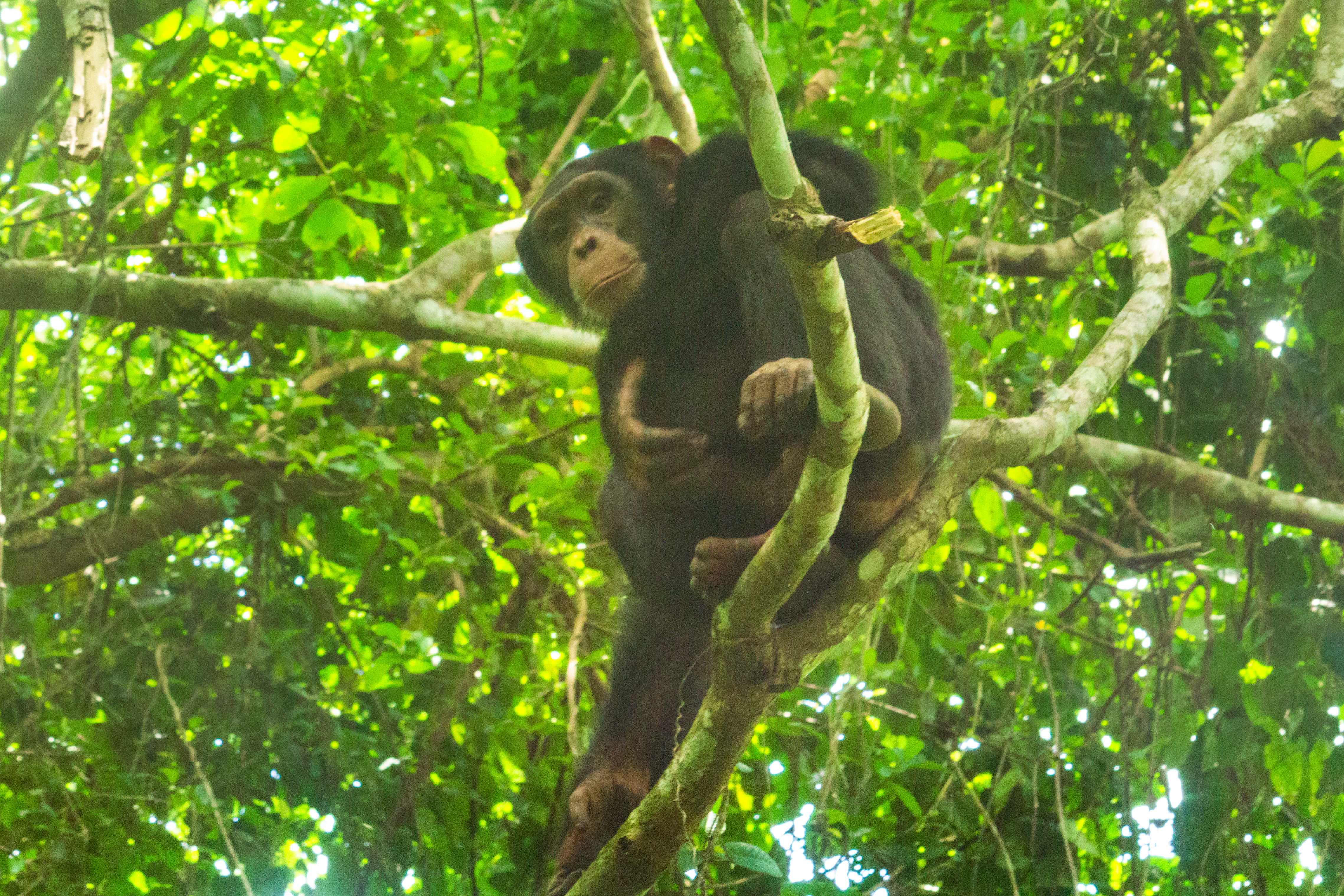
Chimpanzé à Bossou

À partir d'une extrapolation du recensement de 2014 (RGPH3), la population de Lola Centre a été estimée à 51 330 personnes en 2016.

## Personnalités liées
- Fadima Diawara, ingénieure, y est née.